# Ala Hlehel
Ala Hlehel (en arabe علاء حليحل, en hébreu,  עלאא חליחל) est un écrivain, journaliste et scénariste arabe israélien né en 1974 à Jish en Galilée. Il est également le fondateur du magazine en ligne Qadita.net consacré à la littérature arabe, et qui consacre une rubrique aux auteurs homosexuels, une exception dans le monde arabe.

## Filmographie (scénariste)
- 2012 : Héritage de Hiam Abbass (post-production) (scénario original)
- 2010 : 4 weeks de Mahdi Fleifel

## Théâtre (partiel, auteur)
- 2006 : Jouha and Bahloul (coauteur avec Amer Hlehel), Théâtre de la Liberté, Jénine[2]